# Оду (село)
Оду (фр. Audaux) насеље је и општина у југозападној Француској у региону Аквитанија, у департману Атлантски Пиринеји која припада префектури Олорон Сен Мари.
По подацима из 2011. године у општини је живело 184 становника, а густина насељености је износила 25,1 становника/km². Општина се простире на површини од 7 km². Налази се на средњој надморској висини од 127 метара (максималној 229 m, а минималној 98 m).

## Демографија
| 1962. | 1968. | 1975. | 1982. | 1990. | 1999. | 2011. |
| ----- | ----- | ----- | ----- | ----- | ----- | ----- |
| 244   | 270   | 264   | 215   | 203   | 220   | 184   |

График промене броја становника у току последњих година